# Чемпіонат Німеччини з хокею 1951—1952
Чемпіонат Німеччини з хокею 1952 — 35-ий регулярний чемпіонат Німеччини з хокею, чемпіоном став Крефельдер ЕВ.
Чемпіонат проходив двома етапами, на першому у двох групах: Північ та Захід. На другому етапі шістка найкращих розіграла нагороди чемпіонату.

## Команди-учасниці
| Північ                                                            | Захід                                              |
| ----------------------------------------------------------------- | -------------------------------------------------- |
| - Дюссельдорф ЕГ - Бад-Наугайм - Крефельдер ЕВ - Пройзен Крефельд | - СК Ріссерзеє - ХК Фюссен - Бад Тельц - Розенгайм |

## Попередній раунд

### Північ
| М  | Команда          | І | Пер | Н | Пор | Ш    | О |
| -- | ---------------- | - | --- | - | --- | ---- | - |
| 1. | Бад-Наугайм      | 3 | 2   | 1 | 0   | 15:7 | 5 |
| 2. | Крефельдер ЕВ    | 4 | 2   | 1 | 1   | 8:9  | 5 |
| 3. | Пройзен Крефельд | 1 | 1   | 0 | 0   | 4:3  | 2 |
| 4. | Дюссельдорф ЕГ   | 4 | 0   | 0 | 4   | 2:20 | 0 |

Скорочення: М = підсумкове місце, І = ігри, Пер = перемоги, Н = нічиї, Пор = поразки, Ш = закинуті та пропущені шайби, О = набрані очки

### Південь
| М  | Команда      | І | Пер | Н | Пор | Ш     | О |
| -- | ------------ | - | --- | - | --- | ----- | - |
| 1. | СК Ріссерзеє | 4 | 4   | 0 | 0   | 36:10 | 8 |
| 2. | ХК Фюссен    | 4 | 2   | 0 | 2   | 33:19 | 4 |
| 3. | Бад Тельц    | 2 | 0   | 0 | 2   | 6:18  | 0 |
| 4. | Розенгайм    | 2 | 0   | 0 | 2   | 8:26  | 0 |

### Матч за 3 місце
- Бад Тельц — Розенгайм 6:3

## Фінальний раунд
| М  | Команда          | І  | Пер | Н | Пор | Ш     | О  |
| -- | ---------------- | -- | --- | - | --- | ----- | -- |
| 1. | Крефельдер ЕВ    | 10 | 7   | 1 | 2   | 49:32 | 15 |
| 2. | СК Ріссерзеє     | 10 | 7   | 1 | 2   | 64:47 | 15 |
| 3. | Бад-Наугайм      | 10 | 3   | 2 | 5   | 35:39 | 8  |
| 4. | ХК Фюссен        | 10 | 4   | 0 | 6   | 52:54 | 8  |
| 5. | Пройзен Крефельд | 10 | 3   | 1 | 6   | 38:44 | 7  |
| 6. | Бад Тельц        | 10 | 3   | 1 | 6   | 27:49 | 7  |

### Матч за 1 місце
- Крефельдер ЕВ — СК Ріссерзеє 6:4 (2:2, 1:1, 3:1)

## Перехідні матчі

### Північ
Клуб ЛТТЦ Рот-Вайс Берлін відмовися від матчу, тому Дюссельдорф ЕГ зберіг місце в Оберлізі.

### Південь
- Розенгайм — ТЕВ Місбах 8:2

## Склад чемпіонів
Крефельдер ЕВ
- Воротарі: Улі Янсен, Курт Мюллер
- Захисники: Карл Біршель, Бруно Гуттовські, Гайнц Дор, Вільгельм Моесген
- Нападники: Еріх Конецькі, Ганс Вернер Мюнстерманн, Карл-Гайнц Шолтен, Ганс Георг Пешер, Ульріх Екштайн, Бернхард Пельтцер, Віргіль Шур, Вальтер Шмідінгер
- Тренер: Еріх Конецькі